# Lista odcinków amerykańskiego serialu Wilfred
Poniżej znajduje się lista odcinków serialu telewizyjnego Wilfred (amerykański serial telewizyjny) – który był emitowany przez amerykańską stację telewizyjną  FX od 23 czerwca 2011 roku do 13 sierpnia 2014 roku. W Polsce jest emitowany od 11 lipca 2012 roku przez stację Fox Polska oraz przez stację Canal+.

Powstało 4 serii składających się łącznie ze 49 odcinków.
| Sezon | Sezon | Odcinki | Premiera sezonu | Finał sezonu     | Premiera        | Finał            | Wydanie DVD     | Wydanie DVD      | Wydanie DVD   |
| Sezon | Sezon | Odcinki | Premiera sezonu | Finał sezonu     | Premiera        | Finał            | Region 1        | Region 2         | Region 4      |
| ----- | ----- | ------- | --------------- | ---------------- | --------------- | ---------------- | --------------- | ---------------- | ------------- |
|       | 1     | 13      | 23 czerwca 2011 | 8 września 2011  | 11 lipca 2012   | 15 sierpnia 2012 | 19 czerwca 2012 | 20 sierpnia 2012 | 18 lipca 2012 |
|       | 2     | 13      | 21 czerwca 2012 | 20 września 2012 | 7 sierpnia 2013 | 18 września 2013 | 18 czerwca 2013 | brak danych      | 17 lipca 2013 |
|       | 3     | 13      | 20 czerwca 2013 | 5 września 2013  | 9 lipca 2014    | brak danych      | brak danych     | brak danych      | brak danych   |
|       | 4     | 10      | 25 czerwca 2014 | 20 sierpnia 2014 | brak danych     | brak danych      | brak danych     | brak danych      | brak danych   |

## Sezon 1 (2011)
| Nr | #  | Tytuł      | Polskie tytuł  | Reżyseria         | Scenariusz                   | Premiera FX      | Premiera Fox Polska |
| -- | -- | ---------- | -------------- | ----------------- | ---------------------------- | ---------------- | ------------------- |
| 1  | 1  | Happiness  | 'Szczęście'    | Randall Einhorn   | David Zuckerman              | 23 czerwca 2011  | 11 lipca 2012       |
| 2  | 2  | Trust      | 'Prawda'       | Randall Einhorn   | David Zuckerman              | 30 czerwca 2011  | 11 lipca 2012       |
| 3  | 3  | Fear       | 'Strach'       | Randall Einhorn   | Eric Weinberg                | 7 lipca 2011     | 18 lipca 2012       |
| 4  | 4  | Acceptance | 'Akceptacja'   | Randall Einhorn   | Jason Gann                   | 14 lipca 2011    | 18 lipca 2012       |
| 5  | 5  | Respect    | 'Szacunek'     | Randall Einhorn   | Michael Glouberman           | 21 lipca 2011    | 25 lipca 2012       |
| 6  | 6  | Conscience | 'Sumienie'     | Randall Einhorn   | David Baldy                  | 28 lipca 2011    | 25 lipca 2012       |
| 7  | 7  | Pride      | 'Duma'         | Randall Einhorn   | Jason Gann                   | 4 sierpnia 2011  | 1 sierpnia 2012     |
| 8  | 8  | Anger      | 'Gniew'        | Victor Nelli, Jr. | Sivert Glarum Michael Jamin  | 11 sierpnia 2011 | 1 sierpnia 2012     |
| 9  | 9  | Compassion | 'Współczucie'  | Victor Nelli, Jr. | Patricia Breen               | 18 sierpnia 2011 | 8 sierpnia 2012     |
| 10 | 10 | Isolation  | 'Odosobnienie' | Victor Nelli, Jr. | Steve Baldikoski Bryan Behar | 18 sierpnia 2011 | 8 sierpnia 2012     |
| 11 | 11 | Doubt      | 'Zwątpienie'   | Randall Einhorn   | Reed Agnew Eli Jorné         | 25 sierpnia 2011 | 15 sierpnia 2012    |
| 12 | 12 | Sacrifice  | 'Poświęcenie'  | Randall Einhorn   | Sivert Glarum Michael Jamin  | 1 września 2011  | 15 sierpnia 2012    |
| 13 | 13 | Identity   | 'Tożsamość'    | Randall Einhorn   | David Zuckerman              | 8 września 2011  | 22 sierpnia 2012    |

## Sezon 2 (2012)
| Nr | #  | Tytuł      | Polskie tytuł     | Reżyseria       | Scenariusz                        | Premiera FX      | Premiera Fox Polska |
| -- | -- | ---------- | ----------------- | --------------- | --------------------------------- | ---------------- | ------------------- |
| 14 | 1  | Progress   | 'Postęp'          | Randall Einhorn | David Zuckerman                   | 21 czerwca 2012  | 7 sierpnia 2013     |
| 15 | 2  | Letting Go | 'Odpuszczanie'    | Randall Einhorn | Reed Agnew Eli Jorné              | 28 czerwca 2012  | 7 sierpnia 2013     |
| 16 | 3  | Dignity    | 'Godność'         | Randall Einhorn | Cody Heller Brett Konner          | 5 lipca 2012     | 14 sierpnia 2013    |
| 17 | 4  | Guilt      | 'Poczucie winy'   | Randall Einhorn | Steve Tompkins                    | 12 lipca 2012    | 14 sierpnia 2013    |
| 18 | 5  | Now        | 'Teraz'           | Randall Einhorn | David Baldy                       | 19 lipca 2012    | 21 sierpnia 2013    |
| 19 | 6  | Control    | 'Kontrola'        | Randall Einhorn | Scott Prendergast                 | 26 lipca 2012    | 21 sierpnia 2013    |
| 20 | 7  | Avoidance  | 'Robienie uników' | Randall Einhorn | Jason Gann                        | 2 sierpnia 2012  | 28 sierpnia 2013    |
| 21 | 8  | Truth      |                   | Randall Einhorn | David Zuckerman                   | 9 sierpnia 2012  | 28 sierpnia 2013    |
| 22 | 9  | Service    |                   | Randall Einhorn | Reed Agnew Eli Jorné              | 16 sierpnia 2012 | 4 września 2013     |
| 23 | 10 | Honesty    |                   | Randall Einhorn | Jason Gann                        | 23 sierpnia 2012 | 4 września 2013     |
| 24 | 11 | Questions  |                   | Randall Einhorn | Cody Heller Brett Konner          | 30 sierpnia 2012 | 11 września 2013    |
| 25 | 12 | Resentment |                   | Randall Einhorn | David Baldy                       | 13 września 2012 | 11 września 2013    |
| 26 | 13 | Secrets    |                   | Randall Einhorn | David Zuckerman Scott Prendergast | 20 września 2012 | 18 września 2013    |

## Sezon 3 (2013)
W Polsce premiera 3 sezonu serialu jest zaplanowana na 9 lipca 2014 roku przez stację Fox Polska
| Nr | #  | Tytuł         | Polski tytuł | Reżyseria       | Scenariusz               | Premiera FX      | Premiera Fox Polska |
| -- | -- | ------------- | ------------ | --------------- | ------------------------ | ---------------- | ------------------- |
| 27 | 1  | Uncertainty   |              | Randall Einhorn | Reed Agnew Eli Jorné     | 20 czerwca 2013  | 9 lipca 2014        |
| 28 | 2  | Comfort       |              | Randall Einhorn | Cody Heller Brett Konner | 20 czerwca 2013  | 9 lipca 2014        |
| 29 | 3  | Suspicion     |              | Randall Einhorn | David Baldy              | 27 czerwca 2013  | 16 lipca 2014       |
| 30 | 4  | Sincerity     |              | Randall Einhorn | Jason Gann               | 27 czerwca 2013  | 16 lipca 2014       |
| 31 | 5  | Shame         |              | Randall Einhorn | Guy Endore-Kaiser        | 11 lipca 2013    | 23 lipca 2014       |
| 32 | 6  | Delusion      |              | Randall Einhorn | Elizabeth Tippet         | 18 lipca 2013    | 23 lipca 2014       |
| 33 | 7  | Intuition     |              | Randall Einhorn | David Zuckerman          | 25 lipca 2013    | 30 lipca 2014       |
| 34 | 8  | Perspective   |              | Randall Einhorn | Kevin Arrieta            | 1 sierpnia 2013  | 30 lipca 2014       |
| 35 | 9  | Confrontation |              | Randall Einhorn | David Baldy              | 8 sierpnia 2013  | 6 sierpnia 2014     |
| 36 | 10 | Distance      |              | Randall Einhorn | Jacob Young              | 15 sierpnia 2013 | 6 sierpnia 2014     |
| 37 | 11 | Stagnation    |              | Randall Einhorn | Jason Gann               | 22 sierpnia 2013 | 13 sierpnia 2014    |
| 38 | 12 | Heroism       |              | Randall Einhorn | Cody Heller Brett Konner | 29 sierpnia 2013 | 13 sierpnia 2014    |
| 39 | 13 | Regrets       |              | Randall Einhorn | Reed Agnew Eli Jorné     | 5 września 2013  | 20 sierpnia 2014    |

## Sezon 4 (2014)
3 października 2013 roku, stacja FX zamówiła czwarty sezon serialu, który będzie finałowym oraz będzie emitowany na FXX
| Nr | #  | Tytuł          | Polski tytuł | Reżyseria       | Scenariusz             | Premiera FXX     | Premiera Fox Polska |
| -- | -- | -------------- | ------------ | --------------- | ---------------------- | ---------------- | ------------------- |
| 40 | 1  | Amends         |              | Randall Einhorn | Reed Agnew Eli Jorne   | 25 czerwca 2014  |                     |
| 41 | 2  | Consequences   |              | Randall Einhorn | David Baldy            | 25 czerwca 2014  |                     |
| 42 | 3  | Loyalty        |              | Randall Einhorn | Keith Heisler          | 2 lipca 2014     |                     |
| 43 | 4  | Answers        |              | Randall Einhorn | Matt Patterson         | 9 lipca 2014     |                     |
| 44 | 5  | Forward        |              | Randall Einhorn | Reed Agnew & Eli Jorné | 16 lipca 2014    |                     |
| 45 | 6  | Patterns       |              | Randall Einhorn | Ted Travelstead        | 23 lipca 2014    |                     |
| 46 | 7  | Responsibility |              | Randall Einhorn | Jack Kukoda            | 30 lipca 2014    |                     |
| 47 | 8  | Courage        |              | Randall Einhorn | David Baldy            | 6 sierpnia 2014  |                     |
| 48 | 9  | Resistance     |              | Randall Einhorn | David Zuckerman        | 13 sierpnia 2014 |                     |
| 49 | 10 | Happiness      |              | Randall Einhorn | David Zuckerman        | 13 sierpnia 2014 |                     |